# 澀谷駅前等
『澀谷駅前等』（英語: Right Here Waiting）は、香港の歌手フェリックス・ラム（中国語: 林智樂）が2023年に発表した1曲だけの広東語デジタルシングルである。忠犬ハチ公を題材にした作品である。タイトルは「渋谷駅の前で待つ」という意味。

## 概要
この曲は一途な男を忠犬ハチ公に比喩したラブソング、そしてハチ公の生誕100年記念日の2023年11月10日に香港のラジオ番組で初披露される。作曲・編曲・プロデューサーは、香港のヒット曲「富士山下」で知られる作曲家クリストファー・チャク（中国語: 澤日生）が担当。作詞はライリー・ラム（中国語: 林若寧）（「富士山下」の作詞者林夕の弟子）が担当。
歌詞は渋谷の東急本店閉店についても触れている。